# Le Mesnil-Véneron
Le Mesnil-Véneron é uma comuna francesa na região administrativa da Normandia, no departamento Mancha. Estende-se por uma área de 2,85 km². Em 2010 a comuna tinha 120 habitantes (densidade: 42,1 hab./km²).